# حيدر أباد (مقاطعة دلفان)
حيدر أباد (بالفارسية: حیدرآباد) هي مستوطنة تقع في قسم خاوة الجنوبي الريفي (مقاطعة دلفان) في إيران. يقدر عدد سكانها بـ 34 نسمة .